# Det heliga korsets återfinnande

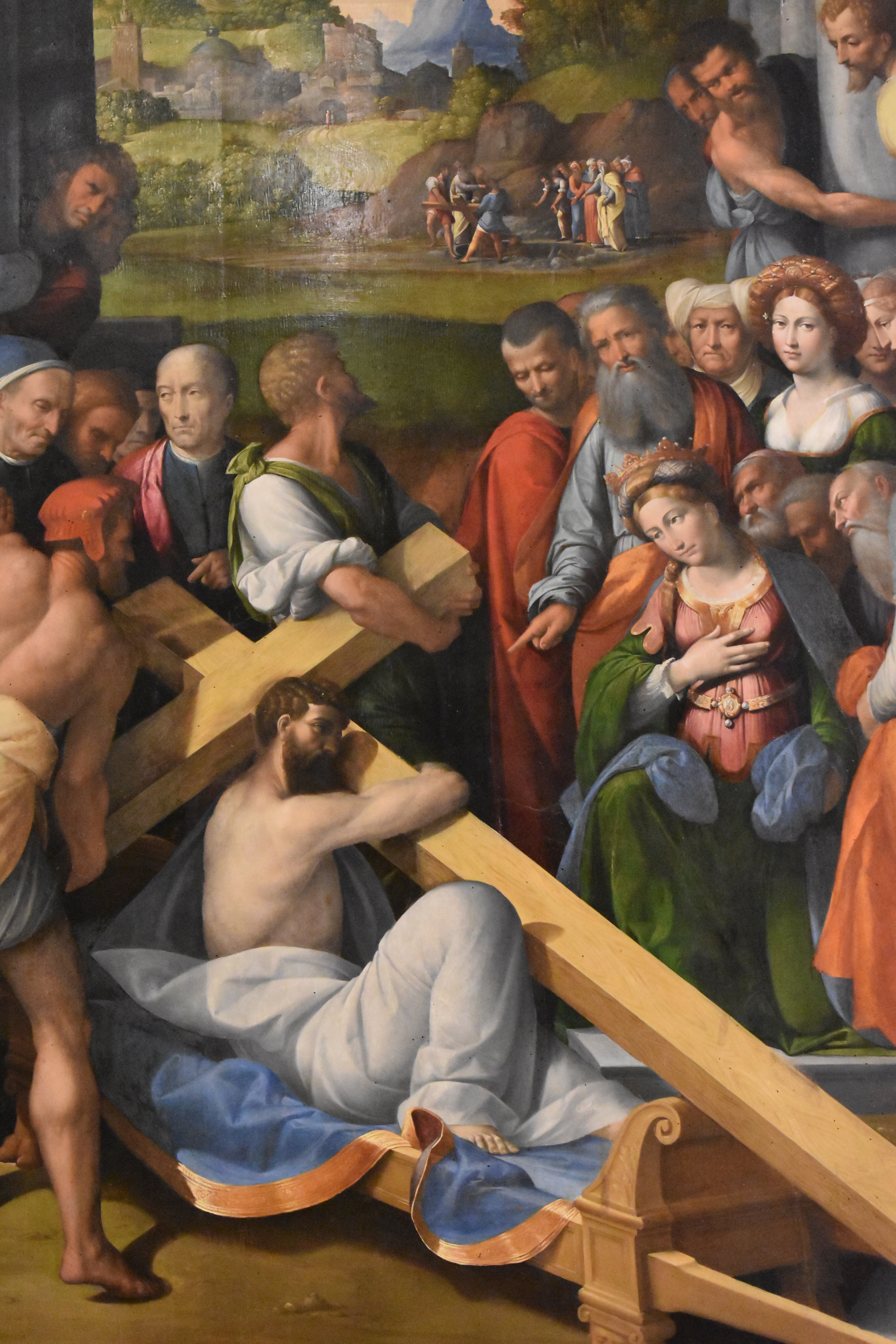
Det heliga korsets återfinnande. Målning av Benvenuto Tisi da Garofalo från år 1536.

Det heliga korsets återfinnande (Inventio sanctæ crucis) är en legend om, hur kejsar Konstantin den stores moder, Helena, år 326 återfann frälsarens kors vid en grävning, som hon lät anställa i den kulle, som täckte såväl Golgata som Kristi grav. Kejsarinnan Helena fann, berättar legenden, tre kors, och genom ett under visades, vilket av dessa som var Kristi kors. En mindre del därav jämte spikarna sände kejsarinnan till sin son, kejsar Konstantin, men den större delen infattades i silver och förvarades i Jerusalems huvudkyrka för att vid varje påskhögtid bli föremål för folkets tillbedjan. Biskopen fick rättighet att ge bort bitar av det heliga korset till amuletter; och för varje gång detta skedde, växte ett nytt stycke ut i det gamlas ställe.
Denna legend förekommer först antydningsvis i början av 300-talet, hos Konstantins samtida och biograf, kyrkohistorikern Eusebios (död 340). Hos senare kyrkofäder är den mera detaljerad, såsom den är anförd ovan. Enligt kyrkohistorikern Nikeforos skulle redan under Konstantins tid en fest till minne av korsets återfinnande ha firats årligen. Den påbjöds som allmän kyrkofest inom västerländska kyrkan först 1376 av Gregorius XI. Den firas av romersk-katolska kyrkan 3 maj. Till minne av denna fest bar denna dag i svenska almanackan ända till 1901 namnet Korsmässa.